# Wino w kartonie

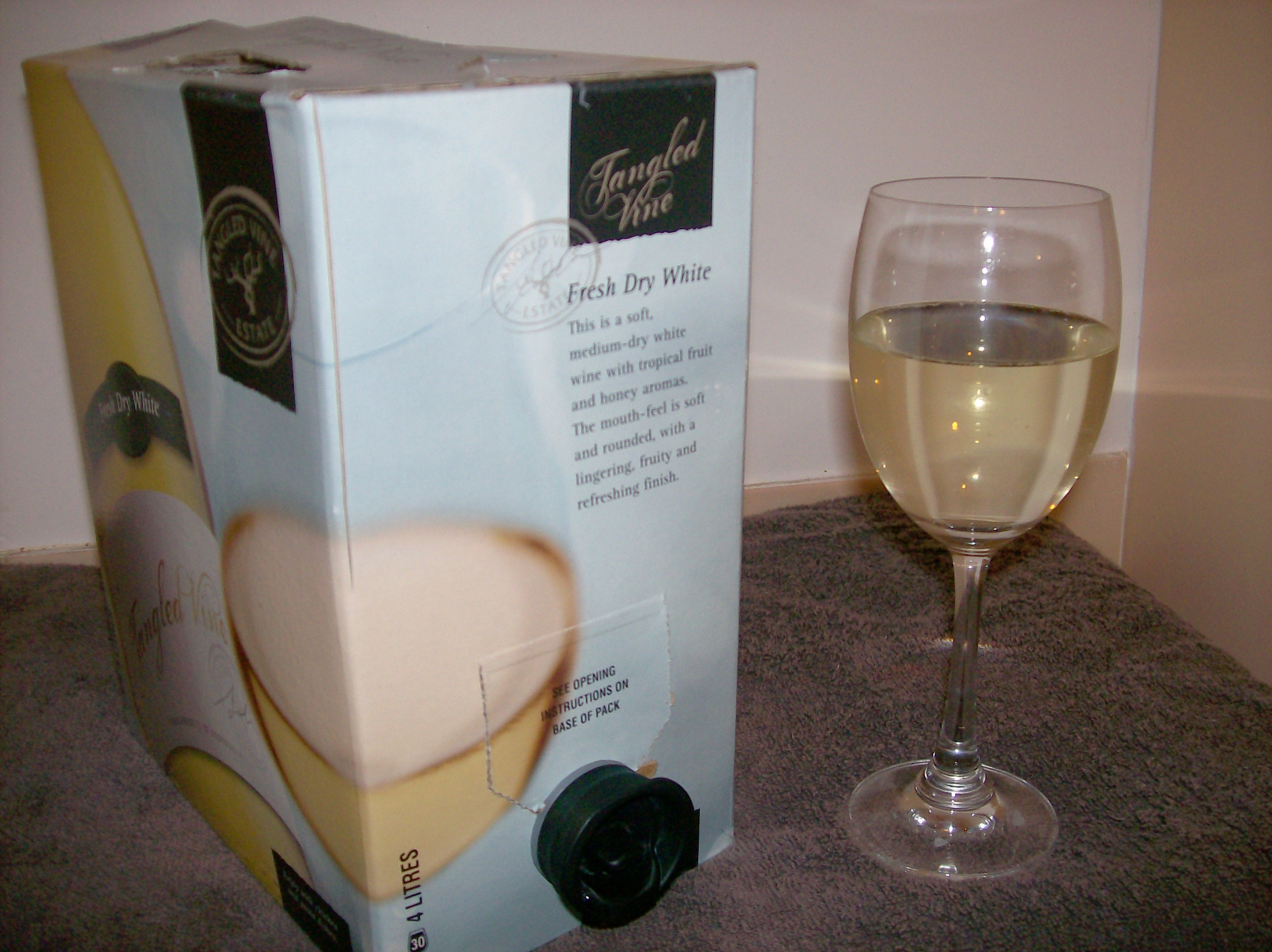
4-litrowe opakowanie australijskiego wina w kartonie

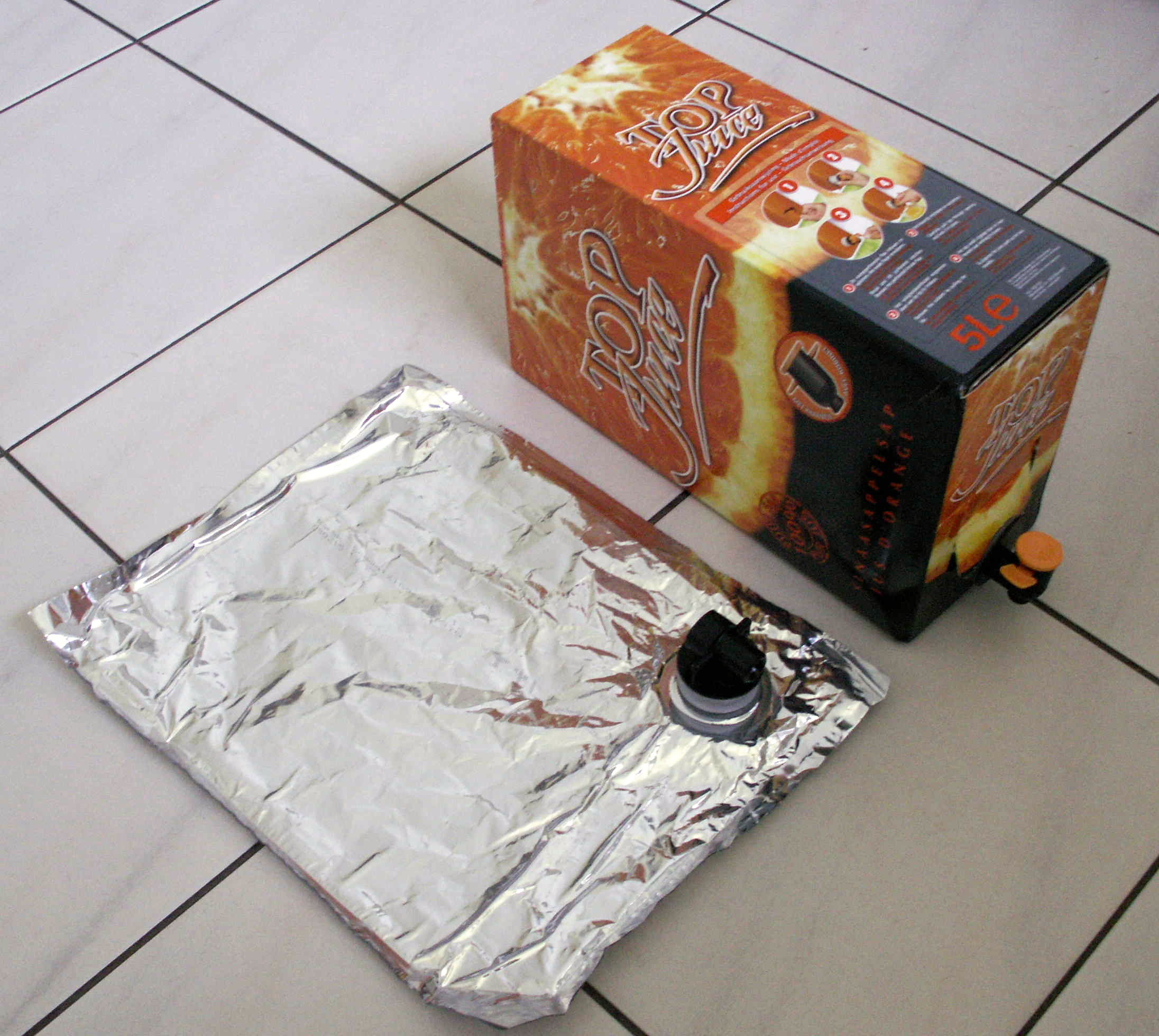
Pudełko i worek po winie

Wino w kartonie (cask wine, bag-in-box, BiB) – popularne określenie na opakowanie typu bag-in-box zawierające wino. Wino znajduje się w foliowym worku ze szczelnym kranem, a worek umieszczony jest zazwyczaj w kartonowym pudełku. Koncept wina w kartonie powstał w Australii.

## Historia
Pierwsze wino w kartonie zostało opracowane przez australijskiego winiarza Thomasa Angove’a. Angove jako producent win poszukiwał nowego sposobu na pakowanie jego produktu, aby uniknąć podstawowych problemów ze szklanymi pojemnikami – ciężarem, stosunkowo dużą kruchością i szybkim utlenianiem się wina po otwarciu butelki. Angove został zainspirowany przez zasłyszaną historię o greckich pasterzach, którzy pili wino z worków ze skór kozich. Nie był pierwszą osobą, która zaproponowała używanie opakowanie typu bag-in-box do przechowywania płynu, ale jako pierwszy zastosował to opakowanie do przechowywania wina. Prace nad jego wynalazkiem i badania rynku zajęły Angove’owi dwa lata, ostatecznie opatentował on swój wynalazek w 1965 i w listopadzie tegoż roku wprowadził do sprzedaży jednogalonowe (4,5-litrowe) pojemniki z pięcioma gatunkami win. Pierwsze wine casks różniły się od współczesnych pojemników tego typu brakiem kranu – pudełka były otwierane od góry i worek był ręcznie przecinany, mógł być później zamknięty przy użyciu na przykład spinki ze sprężynką („żabki”). W 1967 australijski wynalazca Charles Henry Malpas opracował hermetyczny kran Airlesflo, który pozwolił na łatwiejsze nalewanie wina i w różnych wersjach używany jest do czasów współczesnych. Kran Malpasa został po raz pierwszy użyty przez Penfolds w 1968, które wprowadziło także drugą innowację – plastikowy worek został zastąpiony trwalszym wielowarstwowym, metalizowanym, workiem.

## Wady i zalety
W porównaniu z tradycyjną metodą przechowywania i sprzedawania win w butelce, wina w kartonie mają swoje wady i zalety:
- Zalety:
  - Wina w kartonie dłużej zachowują świeżość po ich otwarciu. Wino nie wchodzi w kontakt z powietrzem i nie podlega oksydacji (utlenieniu)[4][5].
  - Wina w kartonie zazwyczaj są tańsze od porównywalnych win butelkowych o tej samej jakości[5].
  - Wygoda na piknikach i podobnych imprezach plenerowych – wyjęte z pudełka worki są wygodne, łatwe w transporcie i lżejsze od tradycyjnych butelek[5].
  - Łatwość otwierania – wina w kartonie nie potrzebują żadnych narzędzi (korkociągów) do ich otworzenia[6].
  - Są znacznie lżejsze i mniejsze (porównując takie same pojemności) od butelkowanych win, co powoduje, że są tańsze w transporcie i są bardziej „zielone”, ekologiczne[4].
- Wady:
  - Wina w kartonie nie podlegają procesowi starzenia i nie mogą podnieść ich jakości[4].
  - Wina w kartonie nie nadają się do długotrwałego przechowywania[7]. Po około dwunastu miesiącach można zauważyć wyraźne pogorszenie się ich jakości, wszystkie wina tego typu powinny być spożyte do daty ważności wyznaczonej przez producenta[7].
  - Większość produkowanych win w kartonie jest niskiego gatunku[4][8].
  - Znacznie mniejszy wybór w porównaniu z winami butelkowanymi[5].

## Produkcja
W latach 1997–2013 zanotowano ciągły wzrost udziału win w kartonach wśród wszystkich sprzedawanych win – w 1997 wina BiB stanowiły 19% wszystkich sprzedawanych win, w 2013 udział procentowy win BiB wyniósł 26,5%, natomiast we Francji, gdzie spożywa się najwięcej wina w przeliczeniu na jedną osobę, wina w kartonach w 2012/2013 stanowiły 22,3% sprzedawanych win.
Największym eksporterem win w kartonie jest Australia (15% eksportu światowego), następnie Południowa Afryka, Niemcy, Francja, Włochy i Hiszpania (odpowiednio 14%, 13%, 10%, 8% i 7%).

## Inne
Większość win w kartonie sprzedawanych w Australii i Nowej Zelandii jest stosunkowo niskiej jakości i mają one żartobliwe i czasami pogardliwe nazwy takie jak goon („jabol”), goon bag („torebka jabola”), chateau cardboard (Château Karton).
Puste worki foliowe po wypitych winach mogą być używane w różnorodny sposób, na przykład do przechowywania innych płynów, jako pojemnik na okład z lodu, częściowo nadmuchany jako poduszka campingowa.
W Australii wyjęte z pudełek worki z alkoholem wieszane na Hills Hoist używane są do gry alkoholowej (ang. drinking game) znanej jako Goon of Fortune.